# Robert Guiscard
Robert Guiscard van Apulië (1015 - Kefalonia, Griekenland, 17 juli 1085) was een Normandisch edelman. Hij was hertog van Apulië en Calabrië en van Sicilië. Zijn ouders waren Tancred van Hauteville en diens tweede echtgenote, Fredesende van Normandië.

## Biografie
Robert kwam in 1046 naar Zuid-Italië en slaagde erin Calabrië te onderwerpen. Hij volgde in 1057 zijn broer Humfred op als graaf van Apulië en werd in 1059 hertog van Apulië. Robert slaagde erin de Byzantijnen uit Apulië en Salerno te verdrijven en, samen met zijn broer Rogier, Sicilië te veroveren en beschermheer van paus Gregorius VII te worden in diens strijd tegen Hendrik IV.
Toen de verloving van zijn dochter Helena met Constantijn Doukas Porphyrogennetos werd afgebroken (1081), viel Robert Byzantium aan (de Slag bij Dyrrhachium). Indien paus Gregorius VII hem niet te hulp had geroepen, omdat hij door keizer Hendrik IV werd belegerd in zijn Engelenburcht (1083), had hij waarschijnlijk de gehele Balkan veroverd. Bij een nieuwe poging Griekenland te veroveren stierf hij aan koorts (1085).
Hij werd opgevolgd door zijn zoon Rogier I van Apulië.

## Familie
Hij was eerst getrouwd met Alberada van Buonalbergo (ca. 1033-1122), maar scheidde van haar in 1058. Daarna trouwde hij met Sikelgaita (ca. 1040-1090), dochter van vorst Weimar IV van Salerno. De kinderen uit zijn eerste huwelijk waren:
Bohemund I (1051-1111)
Emma van Apulië, de moeder van de kruisvaarder Tancred
Uit zijn tweede huwelijk:
Helena, verloofd met co-keizer Constantijn Doukas Porphyrogennetos (1074-1095), zoon van keizer Michaël VII Doukas
Mathilde, in 1078 gehuwd met Raymond Berengarius II van Barcelona (-1082)
Rogier I Borsa (1061-1111)
Sibylla, gehuwd met graaf Ebles II van Roucy (-1103)
Mabilla, gehuwd met Willem van Gransmenil
Guido (-1107), hertog van Amalfi
Robert Scalio (-1110)
Helia, gehuwd met Hugo V van Este
Een nazaat van Robert Guiscard is de zalige Andreas van Antiochië.